# Kamarazaur
Kamarazaur (Camarasaurus) – duży, roślinożerny dinozaur żyjący w późnej jurze na terenie współczesnej Ameryki Północnej. Należał do grupy zauropodów. Jego nazwa znaczy  jamisty jaszczur.

## Opis
Jego szczątki po raz pierwszy znaleziono w stanie Kolorado w 1877 roku. W tym samym roku zostały one zbadane i opisane przez znanego XIX-wiecznego paleontologa, Edwarda Drinkera Cope'a.
Zęby kamarazaura miały łyżeczkowaty kształt i cięły pokarm przed połknięciem.
Mierzył około 18 metrów i ważył do 20 ton, tak więc w porównaniu do innych późnojurajskich zauropodów takich jak diplodok czy brachiozaur był stosunkowo niewielkich rozmiarów.

## Znane gatunki

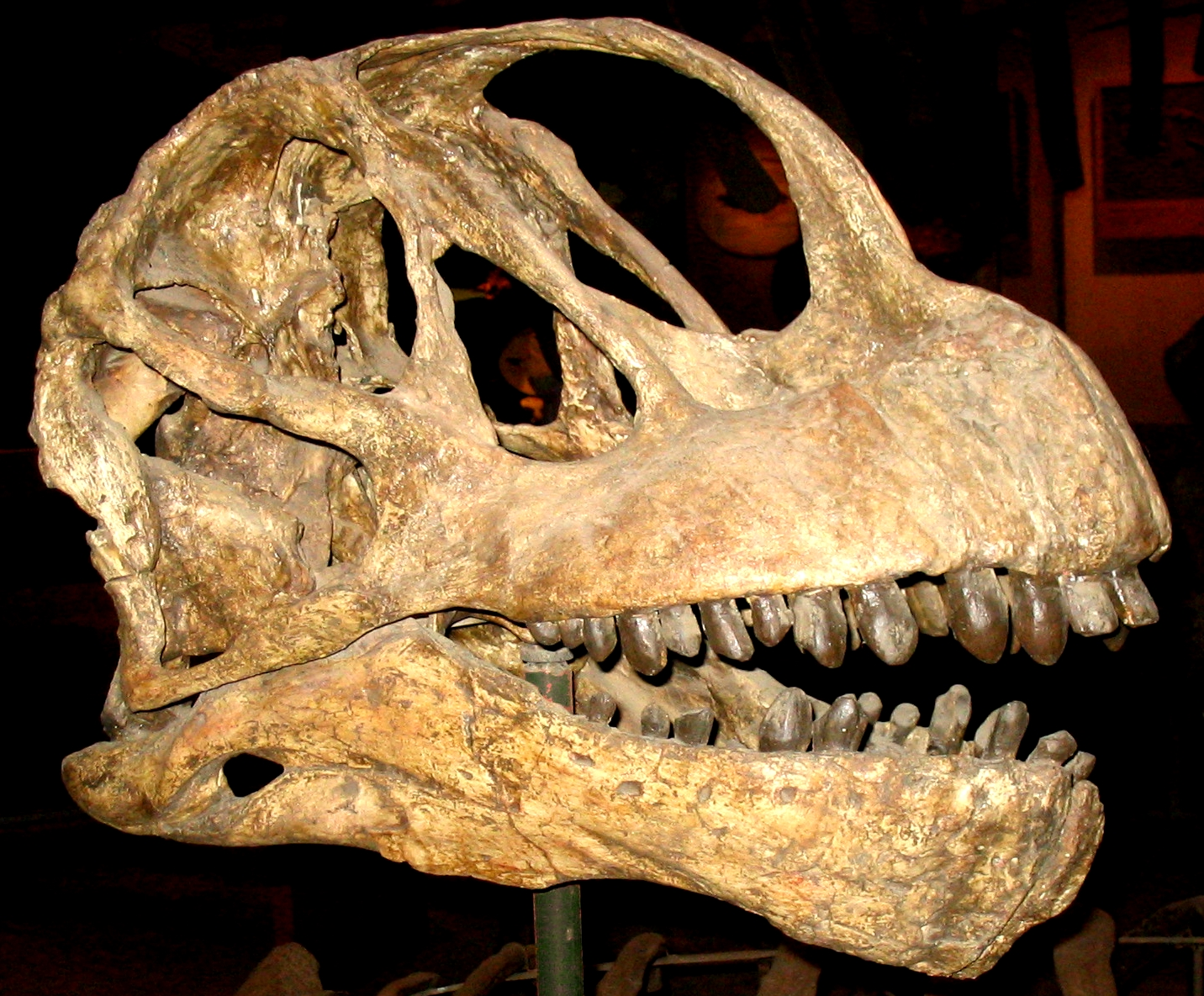
czaszka kamarazaura

- C. grandis
- C. lentus
- C. lewisi
- C. supremus